# فرانکنفلد
فرانکنفلد (به آلمانی: Frankenfeld) یک شهر در آلمان است که در هایدکرایس واقع شده‌است.